# Gouvernement Jakobsdóttir II
République d'Islande
Jakobsdóttir I Benediktsson II
Le gouvernement Jakobsdóttir II (en islandais : Annað ráðuneyti Katrínar Jakobsdóttur) est le gouvernement de la république d'Islande entre le 28 novembre 2021 et le 9 avril 2024, sous la 51e législature de l'Althing.
Il est dirigé par l'écosocialiste Katrín Jakobsdóttir, arrivée troisième des élections législatives, et repose sur une coalition de trois partis. Il succède au gouvernement Jakobsdóttir I.

## Historique du mandat
Ce gouvernement est dirigé par la Première ministre sortante Katrín Jakobsdóttir. Il est constitué et soutenu par une coalition entre le Parti de l'indépendance (Sja), le Parti du progrès (Fram) et le Mouvement des verts et de gauche (Vg). Ensemble, ils disposent de 37 députés sur 63, soit 58,7 % des sièges de l'Althing.
Il est formé à la suite des élections législatives du 25 septembre 2021.
Il succède donc au gouvernement Jakobsdóttir I, constitué et soutenu par une coalition identique.

### Formation
Au cours du scrutin, la coalition sortante conserve et augmente sa majorité parlementaire, bien que le Mouvement des verts et de gauche soit en recul, notamment au profit du Parti du progrès. Trois jours plus tard, les trois formations au pouvoir annoncent ouvrir des discussions pour la reconduction de leur entente.
Le 28 novembre suivant, le Parti de l'indépendance, le Parti du progrès et le Mouvement des verts et de gauche présentent publiquement leur pacte pour un gouvernement partagé, qui maintient Katrín Jakobsdóttir dans ses fonctions de Première ministre et répartit les ministères à raison de cinq pour le Sja, quatre pour le Fram et deux pour le Vg. Le nouvel exécutif est assermenté le jour-même, une heure après que le précédent a été déchargé de ses responsabilités.

## Composition
- Par rapport au gouvernement Jakobsdóttir I, les nouveaux ministres sont indiqués en gras, ceux ayant changé d'attributions le sont en italique.

| Fonction                                                    | Titulaire | Titulaire                                                                                               | Parti |
| ----------------------------------------------------------- | --------- | --- | ----- |
| Première ministre                                           |           | Katrín Jakobsdóttir                                                                                     | Vg    |
| Ministre des Finances et des Affaires économiques           |           | Bjarni Benediktsson (jusqu'au 14/10/2023) Þórdís Kolbrún Reykfjörð Gylfadóttir (à partir du 14/10/2023) | Sja   |
| Ministre de la Santé                                        |           | Willum Þór Þórsson                                                                                      | Fram  |
| Ministre des Affaires sociales et du Travail                |           | Guðmundur Ingi Guðbrandsson                                                                             | Vg    |
| Ministre de la Pêche et de l'Agriculture                    |           | Svandís Svavarsdóttir                                                                                   | Vg    |
| Ministre de la Science, de l'Industrie et de l'Innovation   |           | Áslaug Arna Sigurbjörnsdóttir                                                                           | Sja   |
| Ministre de l'Éducation et de l'Enfance                     |           | Ásmundur Einar Daðason                                                                                  | Fram  |
| Ministre du Tourisme, du Commerce et de la Culture          |           | Lilja Dögg Alfreðsdóttir                                                                                | Fram  |
| Ministre des Affaires étrangères et de la Coopération       |           | Þórdís Kolbrún Reykfjörð Gylfadóttir (jusqu'au 14/10/2023) Bjarni Benediktsson (à partir du 14/10/2023) | Sja   |
| Ministre des Infrastructures                                |           | Sigurður Ingi Jóhannsson                                                                                | Fram  |
| Ministre de l'Intérieur Ministre de la Justice (01/02/2022) |           | Jón Gunnarsson                                                                                          | Sja   |
| Ministre de l'Environnement, de l'Énergie et du Climat      |           | Guðlaugur Þór Þórðarson                                                                                 | Sja   |